# Мечта Кассандры
«Мечта Кассандры» (англ. Cassandra’s Dream) — драматический триллер Вуди Аллена 2007 года о двух братьях, которые стремятся хотя бы немного улучшить свою жизнь. Один из них заядлый игрок и постоянно в долгах, другой мечтает о красивой жизни и влюблён в красавицу-актрису, с которой недавно познакомился. Чтобы раздобыть денег, они, поддавшись на уговоры своего дяди, решают пойти на преступление, но все идёт не так, как надо, и братья становятся врагами.

## Сюжет
Фильм повествует о двух родных братьях Иэне и Терри, которые живут в среднестатистической английской семье, воспитанные отцом — ресторатором и неудавшимся бизнесменом и волевой матерью, которая ставила сыновьям в пример дядю Говарда. Терри — заядлый азартный игрок, Иэн мечтает иметь свой бизнес.
Братья решают купить яхту, которую называют «Мечта Кассандры», в честь собаки, на которую Терри поставил в собачьих бегах и которая принесла ему деньги. Через день, проплавав на яхте с подругами и возвращаясь домой на одолженном «ягуаре», Иэн встречает привлекательную женщину Анджелу Старк, в которую влюбляется.
Из-за финансовых трудностей: игорных проблем Терри и желания Иэна инвестировать капитал в гостиничный бизнес в Калифорнии, — они с нетерпением ждут приезда в Лондон дяди-миллионера Говарда по случаю дня рождения их матери, надеясь, что он им поможет. Когда братья просят его о помощи, дядя Говард неожиданно признаётся им, что ему грозит тюрьма из-за того, что его бывший деловой партнёр Мартин Бёрнс собирается дать показания против него в суде. Говард предлагает им услугу за услугу: пусть его племянники убьют Бёрнса. В роли убийц братья добиваются успеха; совершив преступление, они уничтожают все улики и уходят чистыми.
Терри расплачивается с долгами. Дела Иэна тоже идут в гору, он присматривает себе новенький «бентли» и наслаждается жизнью с невестой. Однако, в отличие от хладнокровного брата, Терри погружается в депрессию, он постоянно подавлен, его мучают кошмары, он переживает из-за того, что нарушил «божий закон». Терри доверяется брату и рассказывает ему, что подумывает сдаться полиции. Чтобы развеяться, они решают в ближайшие выходные отправиться в плавание на яхте. Иэн обдумывает зловещий план: он собирается отравить брата сильнодействующим психотропным средством. Но в конце концов, не сумев переступить через себя, понимает, что не может убить брата. В приступе гнева Иэн набрасывается на Терри, и между ними происходит драка. В хаосе Терри бросает брата в трюм, тот получает травму и погибает. Терри, который и без того уже думал покончить с жизнью из-за того, что стал убийцей, прыгает в воду и тонет.

## В ролях
| Актёр             | Роль             |
| ----------------- | ---------------- |
| Юэн Макгрегор     | Иэн Блейн        |
| Колин Фаррелл     | Терри Блейн      |
| Хэйли Этвелл      | Анджела Старк    |
| Салли Хокинс      | Кейт             |
| Клэр Хиггинс      | Дороти Блейн     |
| Джон Бенфилд      | Брайан Блейн     |
| Том Уилкинсон     | Говард Суона     |
| Фил Дэвис         | Мартин Бёрнс     |
| Эндрю Ховард      | Джерри           |
| Джим Картер       | босс гаража Фред |
| Эшли Мадекве      | Люси             |
| Дженнифер Хайэм   | Хелен            |
| Ли Уитлок         | Майк             |
| Салли Хокинс      | Кейт             |
| Питер-Хьюго Дэйли | владелец яхты    |
| Стефен Нунан      | Мэл              |
| Ричард Линтерн    | режиссёр         |

## Критика
Критики отнеслись к фильму довольно «холодно». Процент положительных рецензий на агрегаторе Rotten Tomatoes составил всего 46 %. Итог всех рецензий подвели на сайте Metacritic, где также фильм получил довольно низкие отзывы и 49 баллов из 100.
Известный кинокритик Роджер Эберт оценил фильм на 2 звезды из 4, сказав, что «концовка получилась неправдоподобной и возвышенной». Манола Даргис высоко оценила фильм в своем обзоре для The New York Times, однако отметила, что фильм кажется «слегка отшлифованным и часто поспешным, как если бы он снимал его с помощью секундомера». Даргис добавила: «Фильм Аллена достаточно хорош, чтобы вы могли задаться вопросом, почему он просто раз и навсегда не перестанет снимать комедии».